# Syroloma major
Espèce
Syroloma major est une espèce d'araignées aranéomorphes de la famille des Lycosidae.

## Distribution
Cette espèce est endémique d'Hawaï. Elle se rencontre sur Hawaï, Kauai, Maui et Oahu.

## Description
Le mâle mesure 13 mm et les femelles de 17 à 18 mm.

## Publication originale
- Simon, 1900 : Arachnida. Fauna Hawaiiensis, or the zoology of the Sandwich Isles: being results of the explorations instituted by the Royal Society of London promoting natural knowledge and the British Association for the Advancement of Science. London, vol. 2, p. 443-519 (texte intégral).